# Papilio krishna
Papilio krishna är en fjärilsart som beskrevs av Moore 1857. Papilio krishna ingår i släktet Papilio och familjen riddarfjärilar. Inga underarter finns listade i Catalogue of Life.

## Bildgalleri

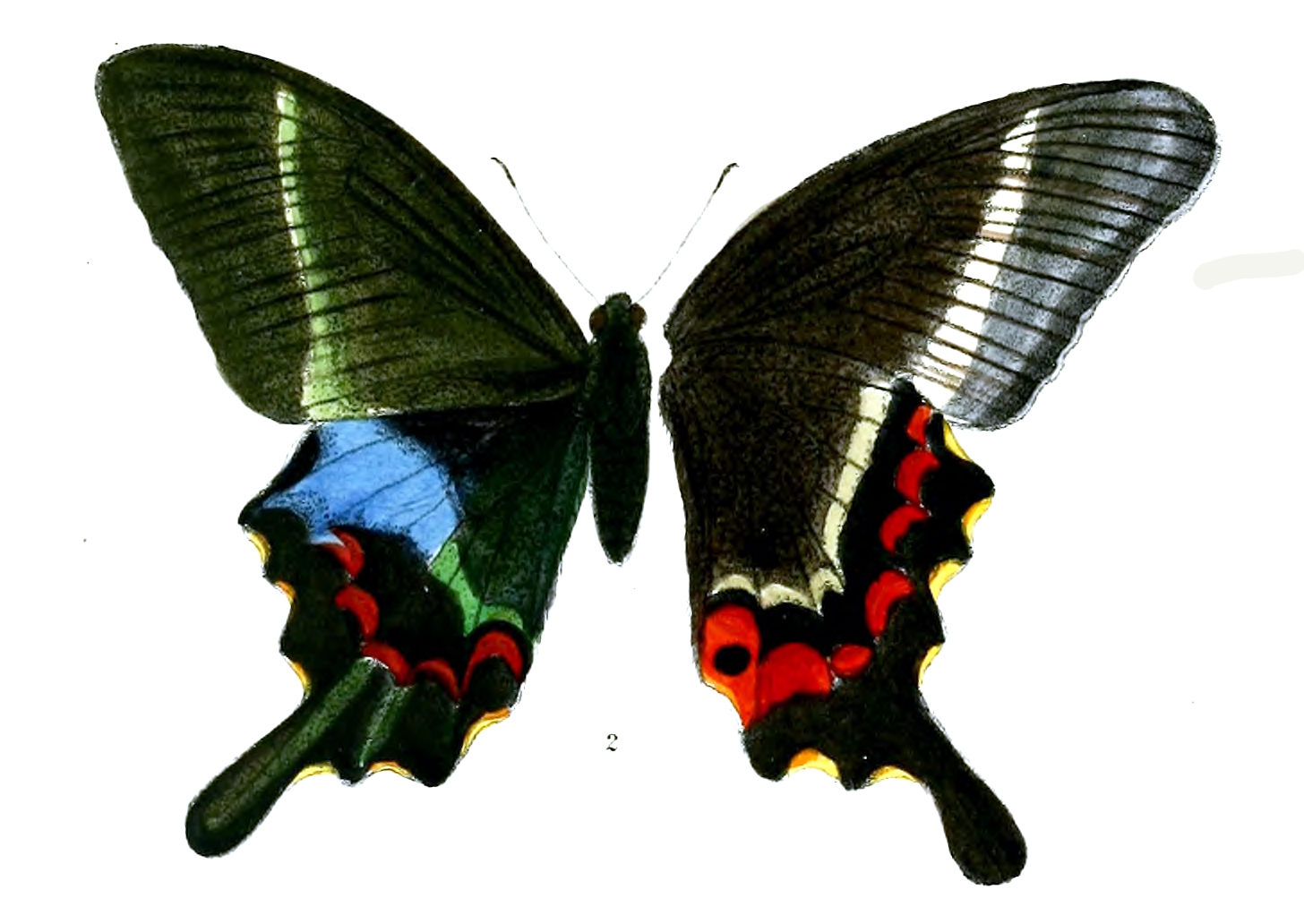